# 1733 Silke
1733 Silke (1938 DL1) là một tiểu hành tinh vành đai chính được phát hiện ngày 19 tháng 2 năm 1938 bởi A. Bohrmann ở Heidelberg.